# Melanesian Super Cup
Der Melanesian Super Cup war ein im Jahr 2014 zum ersten Mal ausgetragener Fußballwettbewerb auf Vereinsebene, bei dem die besten Mannschaften Melanesiens aufeinandertreffen.

## Geschichte
Das Turnier entstand aus der Idee des Melanesien-Cup, der zuletzt im Jahr 2000 ausgerichtet wurde, damals noch zwischen den Nationalmannschaften der jeweiligen Länder. Der ehemalige salomonische Nationalspieler David Firisua half im Jahr 2014 den Wettbewerb unter neuem Namen wieder einzuführen. Grund dafür war der Bedarf nach mehr Fußballspielen auf hohem Niveau für Vereine und Spieler. Zudem sollte auch der kulturelle Austausch eine wichtige Rolle spielen.
Die ersten zwei Jahre soll der Pokal in Vanuatu stattfinden, da dort eine besonders große Fußballbegeisterung vorzufinden ist. Danach sollte im jährlichen Rhythmus ein anderer Ausrichter gefunden werden. Bei erfolgreicher Durchführung war laut Veranstalter Firisua ein polynesischer Super Cup möglich.
Bei der ersten Ausgabe im Jahr 2014 traten anstatt der fünf eingeladenen Vereine nur zwei aus Vanuatu und der salomonische Meister auf. Dennoch sollte das Turnier 2015 fortgesetzt werden.
Die Siegertrophäe war eine handgeschnitzte melanesische Holzstatur.

## Teilnehmende Länder
- Fidschi
- Neukaledonien
- Papua-Neuguinea
- Salomonen
- Vanuatu

## Spielmodus
Die erste Ausgabe des Wettbewerbs wurde als Rundenturnier gespielt. Jede der drei Mannschaften spielte einmal gegen die anderen beiden und kam so auf insgesamt zwei Spiele.

## Die Turniere im Überblick
| Jahr | Austragungsort      | Sieger              | Zweiter    | Dritter           |
| ---- | ------------------- | ------------------- | ---------- | ----------------- |
| 2014 | Port Vila (Vanuatu) | Solomon Warriors FC | Tafea F.C. | Amicale FC        |
| 2015 | Port Vila (Vanuatu) | Solomon Warriors FC | Amicale FC | Western United FC |